# 汤明奇
汤明奇（1912年—1981年），男，河南太康人，中国电机专家，高级工程师。曾任一机部电气工业局总工程师，中国电机工程学会常务理事。

## 生平
河南大学预科学生，1937年毕业于上海交通大学电机系，获工学学士学位。1942年在河南大学任讲师时考取河南省公费研究员，赴美国实习，1945年获麻省理工学院科学硕士学位。中華人民共和國成立后相继担任上海电工厂工程师、沈阳变压器厂总工程师、国家第一机械工业部副总工程师，兼任中国电机工程学会常务理事。